# Чистец болотный
Чисте́ц боло́тный (лат. Stáchys palústris) — многолетнее травянистое растение, вид рода Чистец (Stachys) семейства Яснотковые (Lamiaceae).
Народные названия: живучка, колосница, чернозябенник, чёрный жабрей, колютик. Не следует путать народное название чистеца «живучка» с родом растений Живучка (Ajuga) того же семейства Яснотковые.

## Ботаническое описание
Стебли прямые, простые, реже ветвистые, четырёхгранные, высотой до 120 см, густо опушённые длинными, вниз отклонёнными волосками, шероховатые.
Корневая система в виде подземных побегов со вздутыми утолщениями-клубеньками.
Нижние листья ланцетные или продолговатые, длиной 8–12 см, шириной 1,5–3,5 см, острые, у основания округлые или неглубоко сердцевидные, мелкопильчато-зубчатые, на коротких черешках; верхние прицветные листья яйцевидно-ланцетные, цельнокрайные, длиннозаострённые, сидячие.
Соцветие колосовидное, мутовки состоят из шести — десяти цветков. Прицветники линейные, равные цветоножкам или длиннее их; чашечка ясно двугубая; венчик пурпуровый или пурпурно-лиловые, в два раза превышает чашечку.
Плод — тёмно-коричневый голый орешек овальной формы.
Цветёт в июне — сентябре. Плоды созревают в августе — сентябре.

## Распространение и экология
Распространён на всей территории Европы, в Турции и умеренных районах Азии от Ирана до Китая. На территории России встречается в европейской части России и в Сибири.
Произрастает по влажным лугам, по берёзовым колкам, опушкам, берегам рек и озёр.
Опыляется в основном медоносной и одиночными пчёлами: Rophites quinquespinosus Spinola; Melitta tricinta Kirby; Anthophora quadrimaculata (Panzer); Anthophora quadrimaculata (Panzer); Anthidium flotentinum (Fabricius); Halictus sp.. По некоторым наблюдениям среди всех опылителей медоносных пчёл было около 50 %. Среди одиночных пчёл доминировали антофоры, но они не оставляли конкуренции для Apis mellifera из-за низкого индекса доминирования.

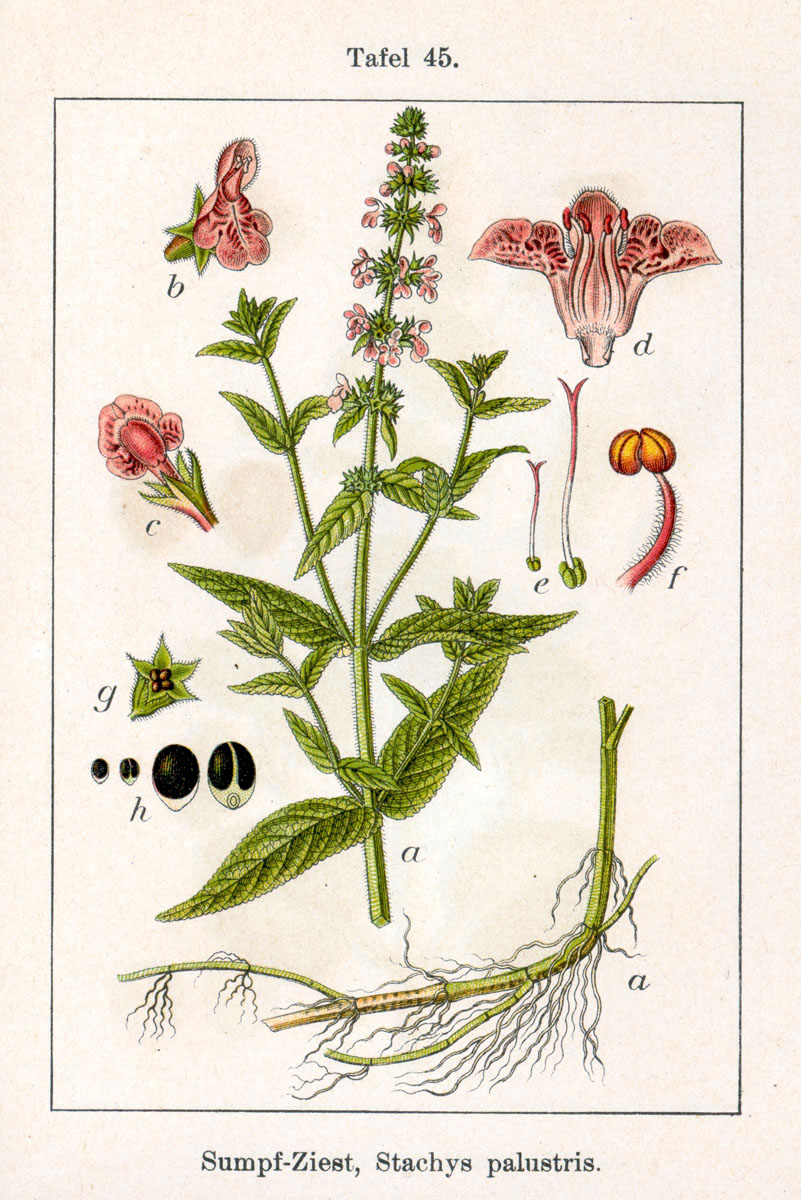

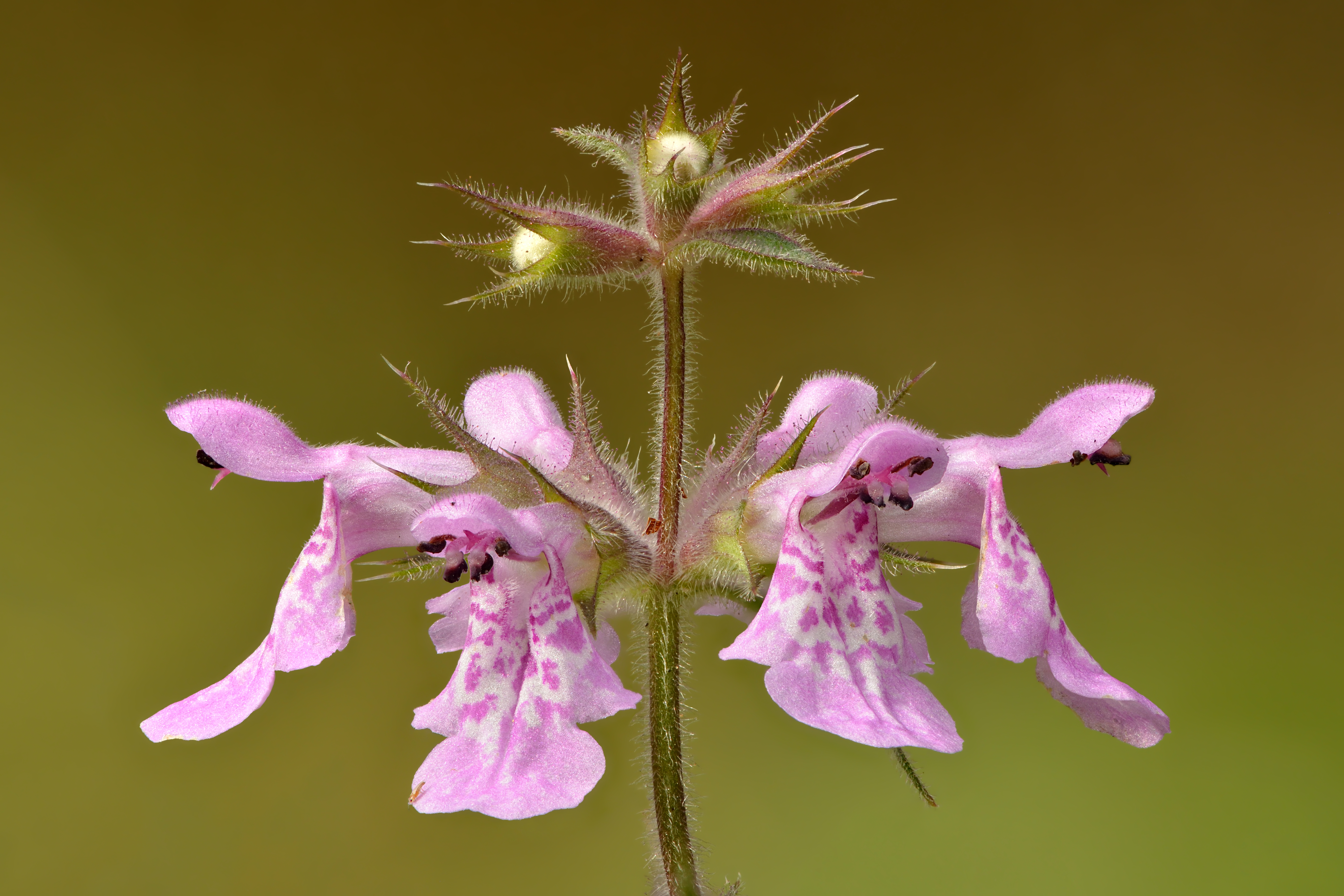
Цветки чистеца болотного крупным планом (высота отдельного цветка — около 10 мм)

## Значение и применение
В надземной части содержатся бетаин, дубильные вещества, органические кислоты, эфирное масло, аскорбиновая кислота (0,132 %); в семенах — 38–44 % высыхающего жирного масла.
В западных областях Украины чистец болотный используют как пищевое растение. Подземные побеги и клубнеподобные утолщения собирают и используют как овощ.
Не следует допускать передозировки, так как растение обладает токсическими свойствами.
Надземную часть применяли в народной медицине при ангине, аллергии, как ранозаживляющее, успокаивающее, противовоспалительное средство.
Жирное масло пригодно для приготовления высококачественной олифы.
Из надземной части можно получить зелёную краску для тканей.

### В пчеловодстве
Хороший медонос с продуктивностью до 203 кг/га. Способен неплохо выделять нектар в дождливую погоду. 100 растений выделяют около 70 мг пыльцы. Нектар очень сладкий, концентрация сахаров около 50—66 %. В Рязанской области нектаропродуктивность цветка за сутки равнялась 0,4±0,05 мг; растения — 55,8±6,65 мг. Число цветков на одном цветоносном побеге 141,7±11,96 шт. В нектаре содержится 53,9±2,98 % сахара. Сахаропродуктивность цветка в сутки составила 0,23±0,023 мг; растения — 32,4±3,22 мг. Медопродуктивность цветка 0,29±0,028 мг; растения 40,5±4,25 мг. Пыльцепродуктивность пыльника — 0,2±0,02 мг; растения — 127,5±13,04.
В начале дня медоносная пчела для однократного наполнения медового зобика посетит 138 цветков и оставит в улье 19,8 мг нектара. При этом 67 % нектара от объема медового зобика будет затрачено на работу по осматриванию цветков и полёт до улья и обратно. Вечером для наполнения медового зобика пчела принесёт в улей только 4 мг нектара и посетит 13 762 цветка. При этом Apis mellifera затратит 95 % углеводного корма на полёты между цветками и до пасеки. Доля оставшегося в цветке нектара составит 1 % от суточной нектароподуктивности цветка.

## Классификация

### Таксономия
Stachys palustris L., 1753, Sp. Pl. : 580
Вид Чистец болотный относится к роду Чистец (Stachys) семейства Яснотковые (Lamiaceae) порядка Ясноткоцветные (Lamiales), который последовательно входит в вышестоящие клады Ламииды → Астериды → Суперастериды → Эвдикоты → Цветковые растения. Таксономическая схема в соответствии с Системой APG IV по состоянию на декабрь 2023 года:
|  |                          |  |                                   |                                   |                      |  | еще 23 семейства | еще 23 семейства |                     |  |  |  | еще 379 подтвержденных видов и 92 вида, ожидающих подтверждения |
|  |                          |  |                                   |                                   |                      |  | еще 23 семейства | еще 23 семейства |                     |  |  |  | еще 379 подтвержденных видов и 92 вида, ожидающих подтверждения |
|  |                          |  |                                   | порядок Ясноткоцветные            |                      |  |                  |                  | род Чистец          |  |  |  |                                                                 |
|  |                          |  |                                   | порядок Ясноткоцветные            |                      |  |                  |                  | род Чистец          |  |  |  |                                                                 |
|  | клада Цветковые растения |  |                                   |                                   | семейство Яснотковые |  |                  |                  | вид Чистец болотный |  |  |  |                                                                 |
|  | клада Цветковые растения |  |                                   |                                   | семейство Яснотковые |  |                  |                  |                     |  |  |  |                                                                 |
|  |                          |  | ещё 63 порядка цветковых растений | ещё 63 порядка цветковых растений |                      |  |                  | еще 267 родов    | еще 267 родов       |  |  |  |                                                                 |
|  |                          |  |                                   | ещё 63 порядка цветковых растений |                      |  |                  |                  | еще 267 родов       |  |  |  |                                                                 |

### Синонимы
- Stachys aquatica Bubani
- Stachys austriaca Heynh.
- Stachys maeotica Postrig.
- Stachys maeotica Postr.
- Stachys palustris f. cleoniquei B.Boivin
- Stachys palustris var. angustifolia Benth.
- Stachys palustris var. arenicola Farw.
- Stachys palustris var. cinerea T.Durand
- Stachys palustris var. hybrida Benth.
- Stachys palustris var. macrocalyx Jenn.
- Stachys palustris var. nipigonensis Jenn.
- Stachys palustris var. palustris
- Stachys palustris var. petiolata T.Durand
- Stachys palustris var. phaneropoda Weath. ex Fernald
- Stachys palustris var. segetum (Hagen) Nyman
- Stachys segetum K.G.Hagen
- Stachys wolgensis Wilensky